# Wehrlito

Wehrlito (mistura de olivinas e piroxenas).

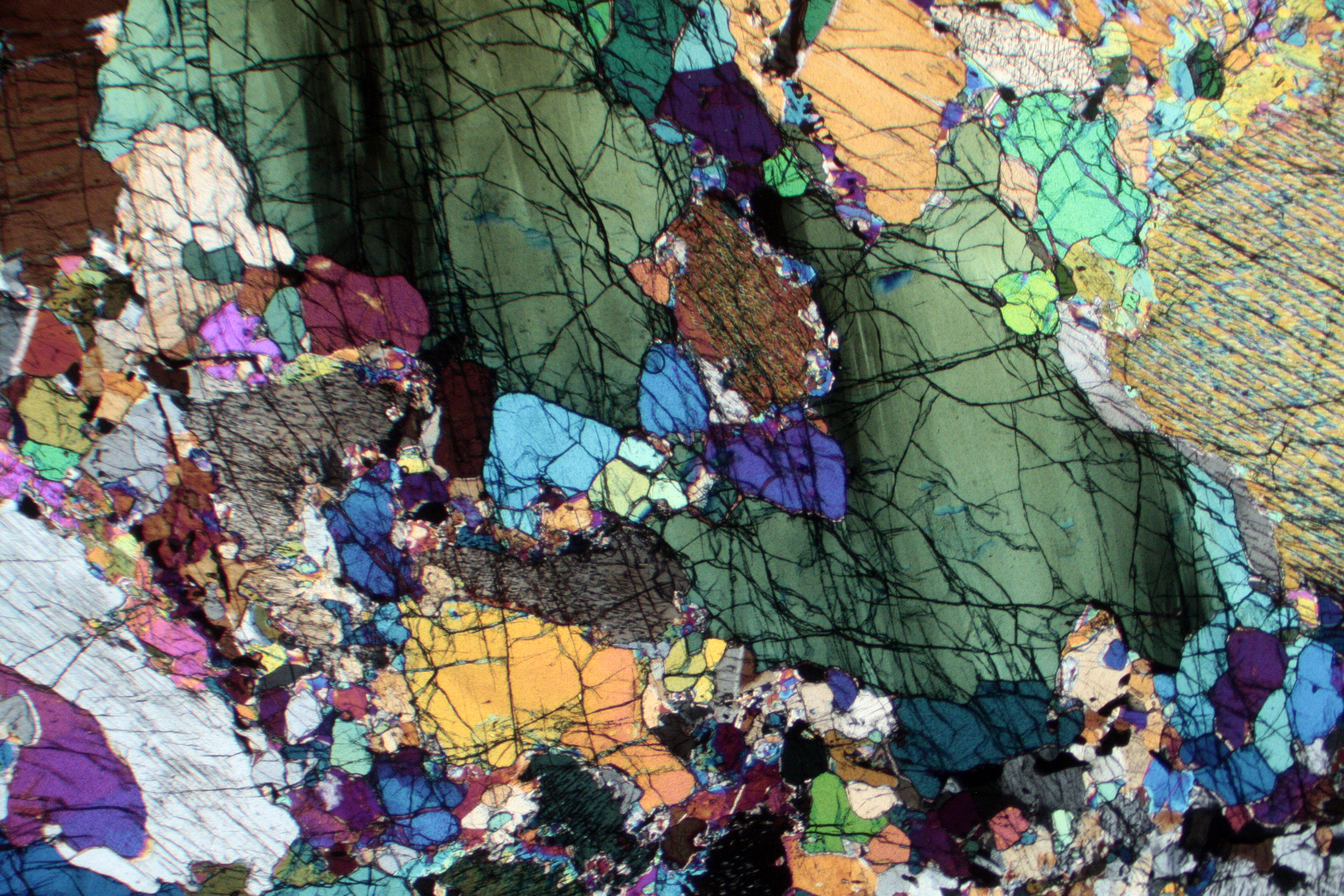
Micrografia de uma lâmina fina de wehrlito, in cross-polarised light

Wehrlito é uma rocha ultramáfica e ultrabásica, composta por uma mistura de cristais de olivinas e clinopiroxenas. É uma subdivisão do grupo dos peridotitos. A norma nomenclatural permite a presença de uma pequena percentagem de ortopiroxenas. Os minerais acessórios incluem a ilmenite, cromite, magnetite e uma fase alumínica (plagioclase, espinela ou granadas). A rocha ocorre à superfície em afloramentos integrados em complexos ofiolíticos e como xenólitos, embora possa ocorrer como um cumulato em intrusões estratificadas de gabro e norito. Alguns meteoritos podem também ser classificados como wehrlitos (e.g. NWA 4797).

## Etimologia
O termo «wehrlito» foi criado em 1838 por Franz von Kobell em homenagem a Alois Wehrle, um químico e petrologista nascido em 1791 em Kroměříž, República Checa, então Kremsier na Morávia (Mähren), professor na "Ungarische Bergakademie" (Escola de Minas da Hungria) em Banská Štiavnica, Eslováquia (então Schemnitz, Reino da Hungria), que desenvolvera os primeiros estudos sobre a composição mineral desta rocha.